# Dirk Vallée
Dirk Vallée (* 6. August 1965 in Millingen; † 3. Mai 2017 in Aachen) war ein deutscher Bauingenieur und Hochschullehrer für Stadtbauwesen und Stadtverkehr an der RWTH Aachen.

## Leben und Wirken
Nach seinem Abitur am Willibrord-Gymnasium in Emmerich studierte Vallée von 1985 bis 1991 Bauingenieurswesen an der RWTH Aachen mit dem Abschluss als Dipl.-Ing. Vallée spezialisierte sich dabei auf die Fachbereiche Verkehrswesen und Raumplanung und wurde daraufhin von 1991 bis 1995 als wissenschaftlicher Mitarbeiter am Verkehrswissenschaftlichen Institut der RWTH Aachen übernommen. Im Jahr 1994 promovierte er an der dortigen Fakultät für Bauingenieur- und Vermessungswesen zum Dr.-Ing. mit der Dissertation: „Das Verkehrsangebot als Basis zur Berechnung der Mobilität im Stadtverkehr“, für die er 1995 mit dem Friedrich-Wilhelm-Preis der Friedrich-Wilhelm-Stiftung ausgezeichnet wurde.
Anschließend übernahm ihn der Verband Region Stuttgart als Referent für Verkehrsplanung. Ab 1997 wurde Vallée zudem mit der Projektleitung für die S-Bahn-Erweiterungen beauftragt und am 2. April 2002 zum Leitenden Direktor des Verbandes ernannt. Während seiner Stuttgarter Zeit übernahm er von 1996 bis zum Jahr 2000 einen Lehrauftrag am Institut Eisenbahn- und Verkehrswesen der Universität Stuttgart und ab 2002 einen Lehrauftrag für Regionalplanung im Rahmen des Masterstudiengangs Städtebau an der Hochschule für Technik Stuttgart. 
Im Februar 2008 folgte Vallée einem Ruf an die RWTH Aachen, wo er als Lehrstuhlinhaber und Direktor des Instituts für Stadtbauwesen und Stadtverkehr übernommen wurde. Diesen Dienst versah er bis zu seinem Tod am 3. Mai 2017.
Vallée war Mitglied in mehreren Fachverbänden und -gesellschaften, darunter in der Deutschen Verkehrswissenschaftlichen Gesellschaft, der Forschungsgesellschaft für Straßen- und Verkehrswesen, der Akademie für Raumforschung und Landesplanung sowie in mehreren Landesarbeitsgemeinschaften. Darüber hinaus war er seit 2008 Beirat für Kommunalentwicklung in Rheinland-Pfalz und seit 2011 wissenschaftlicher Beirat im Deutschen Institut für Urbanistik.
Im Verlauf seines gesamten Berufslebens war Vallée an zahlreichen Forschungsprojekten beteiligt. Er war gefragt als Gutachter und Berater und war, teilweise in Zusammenarbeit mit renommierten Mitautoren, Autor und Herausgeber einer großen Anzahl von Büchern sowie von Aufsätzen für verschiedenste Fachzeitschriften.
Dirk Vallée fand seine letzte Ruhestätte auf dem Aachener Waldfriedhof. Er hinterließ eine Frau und drei Söhne.

## Schriften (Auswahl)
- Das Verkehrsangebot als Basis zur Berechnung der Mobilität im Stadtverkehr, Dissertation, Verkehrswissenschaftliches Institut der RWTH Aachen, Aachen 1994.
- Strategische Regionalplanung, ARL, Hannover 2012, ISBN 978-3-88838-066-2.
- Regionales Portfoliomanagement. Neue Instrumente zur Intensivierung des Brachflächenrecyclings, Verbundprojekt des Instituts für Stadtbauwesen und Stadtverkehr der RWTH Aachen in Kooperation mit dem Regionalen Arbeitskreis Entwicklung, Planung und Verkehr Bonn – Rhein-Sieg – Ahrweiler, Rohn-Verlag, Detmold 2012, ISBN 978-3-939486-61-9.